# Lucania y Brucio
La provincia de Lucania y Brucio (Lucania et Bruttium) fue una división administrativa del Imperio romano utilizada durante su periodo conocido como «Bajo Imperio». Formaba parte de la diócesis de Italia Suburbicaria.

## Las provincias del Bajo Imperio romano
Durante la tetrarquía de Diocleciano se realizó una profunda reorganización de la Administración imperial en la que uno de los aspectos más destacados fue la creación de un buen número de provincias mediante la división de las existentes. Las provincias formaban la base de la pirámide administrativa. En niveles superiores se situaban las diócesis (que agrupaban varias provincias), las prefecturas del pretorio (que agrupaban varias diócesis) y finalmente, el Imperio que se dividía en prefecturas.
Eran dirigidas por un gobernador cuyas funciones abarcaban todos los ámbitos excepto el militar: mantenían la ley y el orden, ejecutaban las órdenes de los ámbitos administrativos superiores, administraban la justicia en primera instancia, recaudaban los impuestos y otros ingresos imperiales o del emperador y estaban al cargo del servicio postal así como del mantenimiento de los edificios públicos.

## Historia
Fue creada en el año 297 como sucesión de la anterior Regio III Lucania et Bruttii de la Italia romana. Grosso modo mantuvo los límites administrativos de la anterior aunque dejó fuera el área alrededor de Metapontum (en Bernalda). Sobre el año 325, se le añadió Salerno, con su ager Picentinus, que pertenecía a la vecina Campania y que dejó al río Sele como frontera entre ambas provincias.
Al no situarse cerca de la frontera imperial, se vio libre de ataques y pillajes por parte de los pueblos bárbaros hasta el año 408 cuando Alarico invadió Italia por segunda vez. Durante esta guerra sufrió bastantes saqueos y devastaciones quedando en un estado tan lastimoso que, en 412, se le redujeron sus impuestos a la quinta parte durante cinco años y en 418, a la séptima parte. Ya avanzado el siglo V, fue objeto de ataques y saqueos por parte del reino vándalo establecido por Genserico en el norte de África.

## Características
La mayor parte de su territorio presentaba una orografía montañosa ya que se extendía por los Apeninos lucanos. Sus límites administrativos eran Apulia y Calabria al norte y Campania al oeste. Por el sur y el este la rodeaba el mar Mediterráneo. 
Sus principales ciudades eran: Reggio —la capital provincial—, Croton, Scolacium, Petelia, Thurii, Cosentia, Buxentum, Paestum y Salernum. 
Dentro de las calzadas que discurrían por la provincia destacaba la Vía Popilia que comunicaba Capua con la citada Reggio y el estrecho de Mesina.